# Maritex
Maritex var ett kommunikationssystem för helautomatisk överföring av telex via kortvågsradio mellan fartygsradiostationer till sjöss, och telexabonnenter i land, framtaget av svenska Televerket.

## Tidig historia
Då telex under 1960-talet blivit en vanlig kommunikationsmetod på land, uppstod problemet att överföra telexmeddelanden till fartyg. För att få global täckning för ett helautomatiskt system då satellitkommunikation inte var utvecklad, krävdes ett system för kortvågsradio som tog hänsyn till olika problem på frekvensbandet, till exempel fading (periodiska variationer i signalstyrkan), samt olika jonosfäriska förhållanden.
Svenska Televerket utförde prov tillsammans med Salénrederierna på passagerarfärjan M/S Tor Hollandia i Nordsjön, och tankfartyget T/T Sea Sovereign på resor Persiska viken - Japan under 1969 och testade telexkommunikation med kustradiostationen Göteborg radio, där landterminalen var belägen.
Dessa prov ansågs lyckade och i mitten av 1972 öppnade Televerket sin maritima telextjänst Maritex för kommersiell drift.

## Maritex-systemets fartygsstation

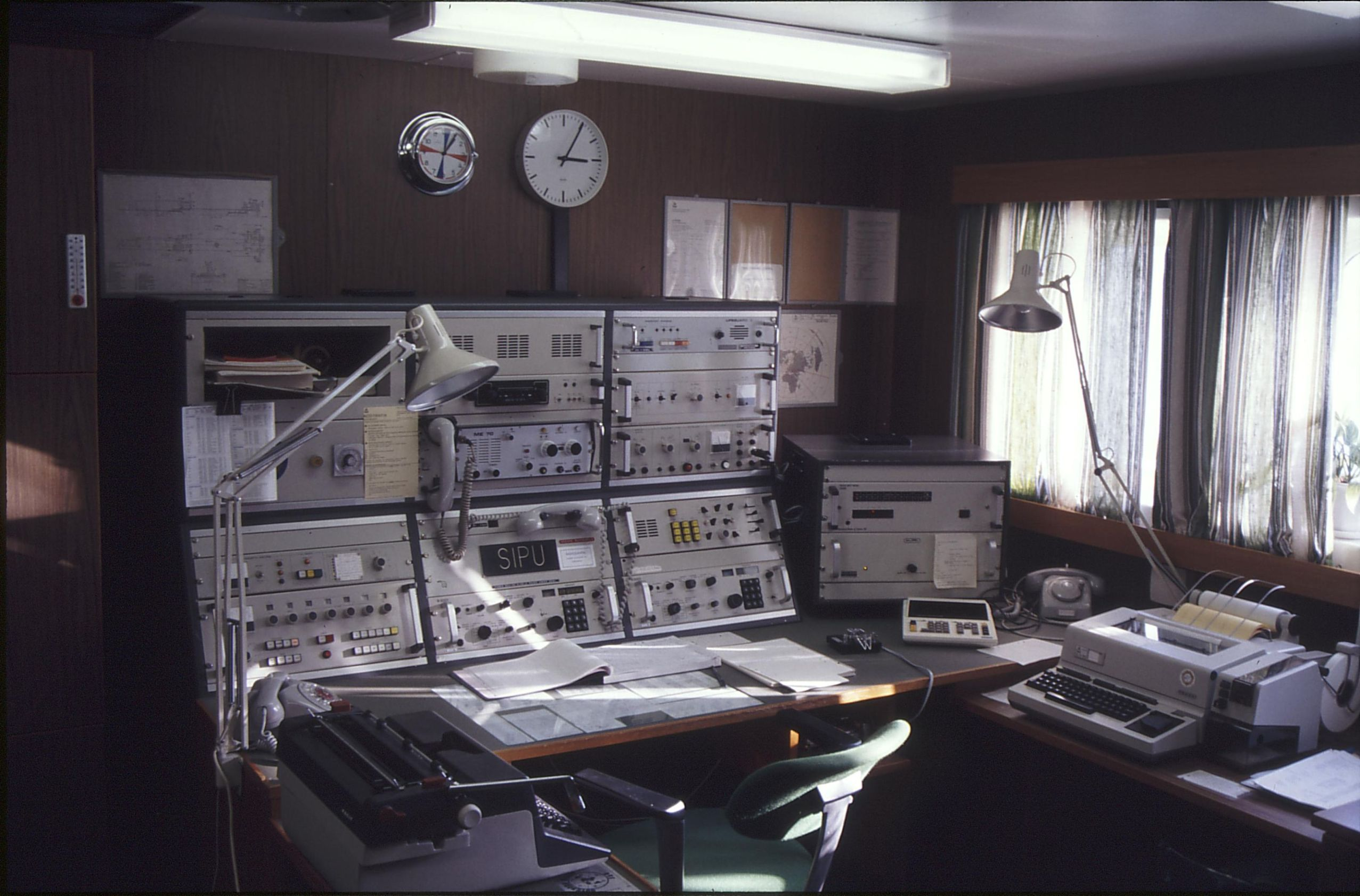
Fartygsradiostation på biltransportfartyget Madame Butterfly 1986. Maritex-systemet med ARQ och mottagare finns i lådan i högerkant vid telexterminalen.

Fartygsstationen i Maritex-systemet bestod av en felkorrigerande styrdator kallad ARQ (Automatic Repeat Request), och en egen Maritex-mottagare som sökte av (eng. scanning) valda frekvensband för att ta emot anrop. Dessutom fanns koppling mellan ARQ:n och fartygets huvudsändare, samt en telexterminal.
Då ARQ:n upptäckte ett anrop från landstationen via sin mottagare, startades fartygssändaren automatiskt och besvarade anropet.
När förbindelsen upprättats togs meddelandet emot. Det skedde genom att landstationen sände tre tecken i taget, och om fartygsstationen bekräftade rätt mottagna tecken sändes tre till. Var fartygsstationens mottagna tecken fel, sändes de tre sista tecknen om igen o.s.v. Trafik från fartyg till landstation skedde på motsvarande sätt, efter att personal ombord först tagit kontakt med landstationens sändare med en knapptryckning på ARQ-enheten.

Landstationen kunde även skicka telex som gruppsändning, då med en enklare felkorrigering som inte krävde omfrågning. Till exempel skickades den dagliga sammanställningen av TT-nyheter "SAX-presset" till alla fartyg i svenska handelsflottan, även via Maritex.
Om en sådan utsändning drabbades av störningar tappades oftast informationen.

## Maritex-systemets landstation (Göteborg radio/SAG)
Eftersom landstationen måste handskas med många samtidiga fartygsanslutningar fanns här en sändare, mottagare och ARQ-enhet på vardera av systemets radiokanaler.  
När en telexabonnent i land skickade till fartygsabonnent svarade landstationsdatorn och tog emot meddelandet. Därefter valdes en lämplig radiokanal, fartyget anropades och meddelandet överfördes. En teknik som kallas store-and-forward.
Trafik från fartygsabonnent skedde på motsvarande sätt då det via radio mottagna meddelandet lagrades hos landstationen, för vidare distribution på telex-landlinje.
Maritex-systemets landstation var också direkt förbunden med telexcentralen ATESTO (Automatic Telegraph Equipment for Stockholm Telegraph Office) för snabbare handläggning av telex-meddelanden.

Om avsändare eller mottagare i land inte hade telex, kunde fartygsbesättningarna ändå använda fartygets Maritex-utrustning. Dels genom att skicka Maritex-brev, vilket innebar att korta Maritex-meddelanden inklusive postadress skickades från fartyget till Maritex-expeditionen på Göteborg radio och postades därifrån. Dessutom kunde avsändare i land skicka Fono-Maritex vilket innebar att man via telefon till Maritex-expeditionen angav texten i meddelandet, vilket därefter matades in i Maritex-systemet för vidare befordran till fartyget.
På grund av kortvågens skiftande förutsättningar varierade framkomligheten till fartygen. 1980 visade statistiken att 80 procent av Maritexmeddelandena nådde fartygen inom två timmar, 50 procent inom 30 minuter.

## Maritex i satellitåldern
Fartygsabonnenter fanns inte bara i Sverige, 1983 slöts ett nordiskt avtal om samnyttjande av Maritex-systemet, och 1986 öppnades den första utomeuropeiska fjärrstyrda understationen i Panama.

Ytterligare fjärrstyrda understationer startades efter hand, en på Filippinerna 1990, en i Argentina 1992, två i USA 1995 samt en i Kina 1996. Maritex-systemet upphörde den 31 december 2000.

Som mest fanns det 2 800 terminaler installerade på fartyg, och omsättningen var 400 miljoner kronor under de 30 år som Maritex funnits.